# Friend Like Me
«Friend Like Me» es una canción de la película de 1992 de Disney, Aladdín. Fue interpretada por Robin Williams en su papel del Genio. La canción fue candidata al Premio de la Academia a la Mejor Canción Original en los 65.º Premios Óscar y el Globo de Oro a la Mejor Canción Original en el 50.º Globo de Oro en 1993.

## Producción
La canción fue originalmente diseñada como un número de big band al estilo de Cab Calloway. Después de que Robin Williams fuera elegido, se reestructuró como una canción más cómica, llena de cultura pop.
ScreenCrush explica que los restos de la versión anterior de la película se pueden ver en esta secuencia:

«El diseño original de Aladdin era más joven, más caricaturesco y estaba basado en el actor Michael J. Fox. Pero Jeffrey Katzenberg quería que se cambiara el diseño, por temor a que Aladdin no fuera un hombre idóneo para la bella Jasmine. Así que el diseño de Aladdin fue rediseñado para ser menos Michael J. Fox y más Tom Cruise. Sin embargo, la animación de la película ya había comenzado, por lo que puedes ver las huellas del antiguo diseño de Aladdin durante "Friend Like Me"».

## Sinopsis
Después de que Aladdin libera al Genio de su lámpara y el Genio explica que puede darle a Aladdin casi cualquier cosa dentro de un límite de tres deseos, el Genio prueba su poder casi omnipotente al ladrón escéptico con un número musical impresionante, haciendo hincapié en que él es un amigo a diferencia de cualquier otro. Esta canción es similar al uso de referencias contemporáneas en «Be Our Guest», interpretada por los cubiertos encantados de La bella y la bestia, y «A Guy Like You», interpretada por las Gárgolas en El jorobado de Notre Dame.

## Recepción de la crítica
Spirituality & Practice lo describió como «el gran número de producción de la película».
En una revisión de la versión de Broadway de la película, BuzzFeed escribió que el «"Friend Like Me" de siete minutos y medio es fácilmente el mejor número de producción de esta temporada y una hazaña atlética asombrosa». NewYork.com escribió: «Rara vez un número de producción recibe una ovación de pie en medio de un espectáculo, pero "Friend Like Me" es la gran canción».

## En la cultura popular
En 1995, Alvin and the Chipmunks grabaron una versión de la canción para su álbum conceptual con tema de Disney, When You Wish Upon a Chipmunk.
Shawn Johnson y Mark Ballas bailaron la canción como un quickstep en la temporada 8 de Dancing with the Stars, obteniendo 27 puntos de 30. El episodio de la semana 5 de la temporada 18 tuvo como temática a Disney e incluyó un quickstep con «Friend Like Me» por Drew Carey y Cheryl Burke que presentaba a un genio animado bailando. El baile obtuvo un total de 28 de los cuatro jueces (incluido el juez invitado Donny Osmond). También fue bailado por Alison Hammond y Aljaž Skorjanec en la semana 7  de la serie 12, de la versión británica del espectáculo (titulada Strictly Come Dancing). Su charlestón a esta canción obtuvo un total de 27 puntos de 40 de los jueces.
Ne-Yo versionó la canción para la versión estadounidense de 2015 de We Love Disney. Un video musical oficial está disponible en línea. Esta versión fue bailada también en Dancing with the Stars, en la noche de Disney de la temporada 22 por Antonio Brown y Sharna Burgess en una rutina de jazz.